# Brian Forster
Brian A. Forster (* 14. April 1960 im Los Angeles County, Kalifornien, Vereinigte Staaten) ist ein ehemaliger US-amerikanischer Kinderdarsteller und Schauspieler, der als zweiter die Rolle des Chris Partridge in der Fernsehserie Die Partridge Familie spielte.

## Leben
Forster übernahm im Jahr 1971 von Jeremy Gelbwaks die Rolle des Chris Partridge in der Fernsehserie Die Partridge Familie, und spielte diese Rolle bis zur Einstellung der Fernsehserie im Jahr 1974. Chris Partridge war der Schlagzeuger in der fiktionalen Familienband. Im Jahr 2002/2003 war Forster ein Autorennfahrer in Nordkalifornien und spielte dort an Laientheatern.
Forster ist der Stiefsohn des Schauspielers Whit Bissell, und Stiefenkel des Schauspielers Alan Napier, der von 1966 bis 1968 Alfred Pennyworth, den Butler in der Fernsehserie Batman verkörperte, und der Urururenkel des Autors Charles Dickens.